# Tard
Tard est un village et une commune du comitat de Borsod-Abaúj-Zemplén en Hongrie.

## Villes jumelées
Tard est jumelé avec Guillac en France depuis 2003,.